# Херцог, Полона
Полона Херцог (словен. Polona Hercog; родилась 20 января 1991 года в Мариборе, Югославия) — словенская теннисистка; победительница пяти турниров WTA (из них три в одиночном разряде); победительница двух юниорских турниров Большого шлема в парном разряде (Открытый чемпионат Франции и Уимблдон-2008).

## Общая информация
Родителей словенки зовут Романа (флорист) и Войко (владелец бара). Полона единственный ребёнок в семье.
У уроженки Марибора есть два домашних питомца — собака и черепашка.
Херцог владеет словенским, итальянским и английским языками.
Полона в теннисе с 4 лет. Любимый удар словенки — форхенд, любимое покрытие — грунт.

## Спортивная карьера

### Начало карьеры

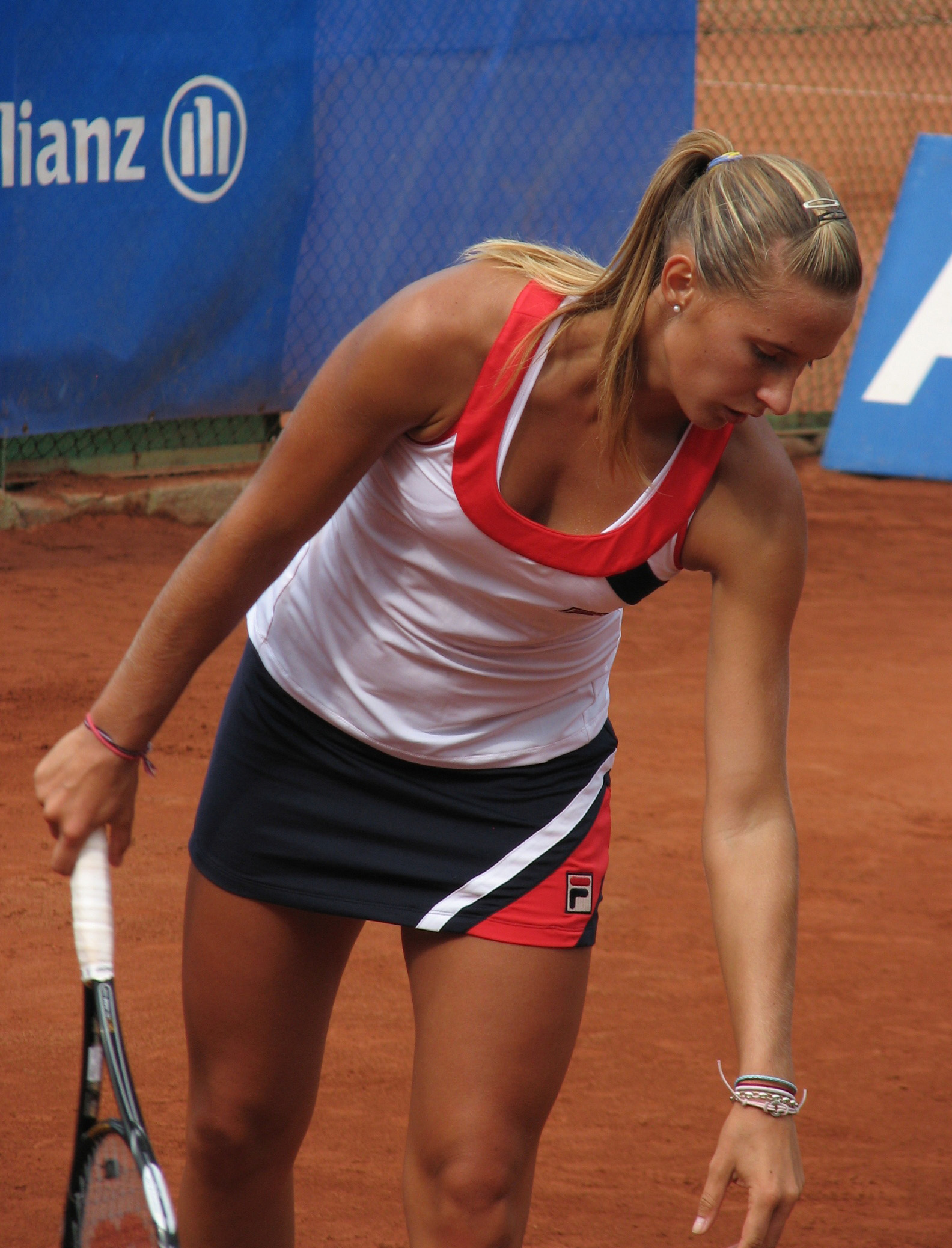
Херцог в 2009 году

На юниорском этапе карьеры Херцог смогла выиграть два титула из серии Большого шлема в парном разряде среди девушек. Совместно с австралийкой Джессикой Мур в 2008 году она победила на юниорском Открытом чемпионате Франции и на Уимблдонском турнире. В одиночном разряде среди девушек на тех же турнирах Херцог дошла до четвертьфинала. В июле того года она достигла высшего рейтинга в юниорах, поднявшись на 8-ю строчку.
На взрослых соревнованиях Херцог стала выступать с 2006 года. В 2007 году состоялся её дебют за сборную Словении в отборочном раунде Кубка Федерации. В том же году она выиграла первые титулы на турнирах из цикла ITF. Херцог в сентябре 2007 года дебютировала в WTA-туре в Портороже (Словения), проиграв в первом рануде Елене Весниной в трёх сетах. В мае 2008 года она через квалификацию попала на турнир в Стамбуле, где проиграла в первом раунде Цветане Пиронковой, но вышла в финал парного турнира в партнёрстве с новозеландкой Мариной Эракович. Она попыталась через квалификацию попасть на Открытый чемпионат США, но проиграла Сандре Заглавовой в первом раунде квалификационного отбора.
В 2009 году Херцог совершила прорыв в первую сотню мирового рейтинга. Весной она впервые вышла в четвертьфинал турнира WTA. Полона пробилась туда на турнире в Фесе, (Марокко), начав свой путь через квалификацию и обыграла во втором раунде седьмую сеяную на турнире Роберту Винчи. В 1/4 она была побеждена Алисой Клейбановой. После этого она смогла выиграть 50-тысячник из цикла ITF в Хорватии. Набрав хорошую форму, Полона смогла через квалификацию попасть на Открытый чемпионат Франции, который стал для неё первым взрослым турниром Большого шлема в основной сетке. Она переиграла 23-ю сеянную Клейбанову в первом раунде, а во втором в свою очередь проиграла Араван Резаи. После вылета с Ролан Гаррос она приняла участие в 50-тысячнике ITF в Чехии и стала его победительницей. Серия хороших результатов позволила Херцог войти в топ-100 женского рейтинга. В июле 2009 года Полона добилась победы на 100-тысячнике из цикла ITF в Кунео. На Открытом чемпионате США Херцог в первом раунде обыграла американку Кристину Макхейл.
В январе 2010 года Херцог дебютировала в основной сетке Открытого чемпионата Австралии и вышла во второй раунд. В феврале на 75-тысячнике ITF в Кали (Колумбия) Полона совершила победный дубль, выиграв одиночные и парные (с Эдиной Галловиц) соревнования. В конце того месяца она отлично сыграла на турнире WTA в Акапулько (Мексика). Херцог вышла в первый в её карьере финал турнира WTA в одиночном разряде и выиграла дебютный титул в парном разряде. Она победила Россану де лос Риос в первом раунде, Ализе Корне во втором, Агнеш Саваи в 1/4 финала и Карлу Суарес Наварро в двух сетах в полуфинале. В финале Херцог проиграла пятой ракетке мира Винус Уильямс несмотря на то, что Полона выиграла первый сет. Победу в парном разряде она разделила со своей партнёршей Барборой Стрыцовой. В финале они обыграли итальянок Роберту Винчи и Сару Эррани.
В марте 2010 года на супер турнире в Индиан-Уэллсе Херцог победила Йоану Ралуку Олару в первом раунде, но проиграла 11-й сеяной Марион Бартоли во втором раунде. На следующем турнире такого же статуса в Майами она доиграла до третьего раунда. На Открытом чемпионате Франции Херцог смогла удивить, разгромно переиграв во втором раунде 24-й номер рейтинга WTA, чешку Луцию Шафаржову со счётом 6-1, 6-2 и впервые сыграла в третьем раунде Большого шлема. После выступления в Париже она поднялась в топ-50 одиночного рейтинга. В июле Херцог смогла выйти в четвертьфинал на турнирах в Будапеште и Праге. Затем на домашнем турнире в Портороже она дошла до полуфинала и в матче за выход в финал вела после первого сета против Анны Чакветадзе, но затем проиграла матч в трёх сетах. Посеянная 6-й на турнире в Копенгагене, Полона имела шанс взять реванш у Чакветадзе в четвертьфинале, но снова проиграла ей матч, на этот раз в двух сетах. В сентябре она смогла выиграть парный трофей турнира в Сеуле в альянсе с немецкой теннисисткой Юлией Гёргес. На последнем для себя в сезоне турнире в Люксембурге Херцог завершила выступления на стадии четвертьфинала.

### 2011—2013

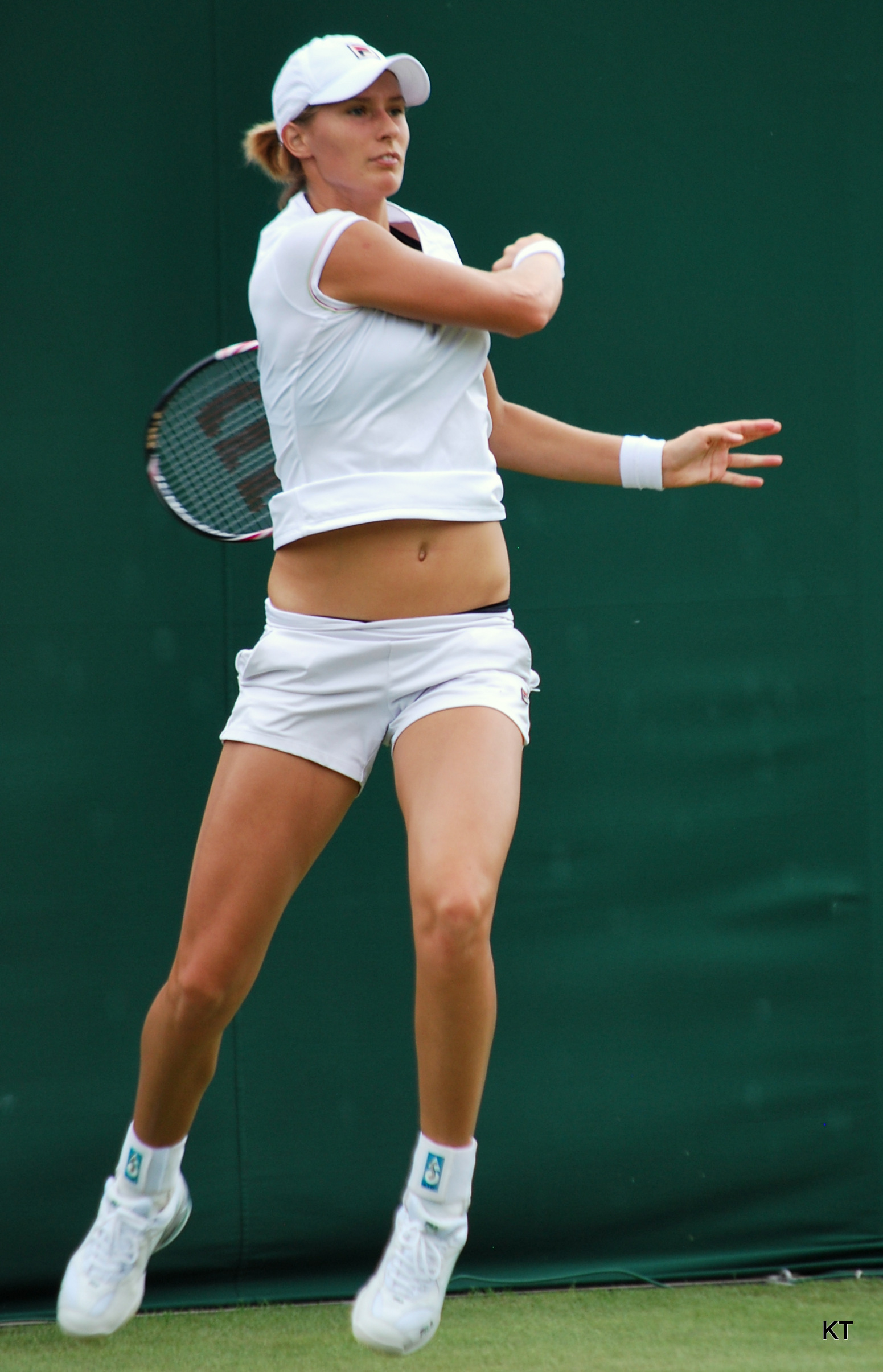
Херцог на Уимблдонском турнире 2012 года

2011 год Херцог начала с трёх поражений подряд, в том числе и на Открытом чемпионате Австралии она уступила в первом раунде 46-й ракетке мира Анастасии Севастовой со счётом 4-6, 6-7(5). После Австралии Херцог сыграла за Словению в Кубке Федерации 2011 против Германии. Она победила Юлию Гергес (7-5, 6-4), однако, она проиграла Андрее Петкович (1-6, 2-6). Словения проиграла Германии 1-4. В начале марта на турнире в Монтеррее, посеянная 8-й, Херцог победил Анжелику Кербер в первом раунде со счётом 6-3, 6-3. Затем она выиграла ещё два матча и дошла до полуфинала, где проиграла Елене Янкович — 3-6, 2-6.
В конце мая 2011 года на турнире в Барселоне Херцог выиграла у Джейми Хэмптон и Мирьяны Лучич и прошла в четвертьфинал, где она проиграла Лауре Поус Тио. В мае она смогла через квалификацию попасть на турнир серии Премьер 5 в Риме. В основной сетке она выиграла ещё два матча и прошла в третий раунд. Ролан Гаррос и Уимблдон завершился для словенской спортсменки во втором раунде. В июле Херцог смогла выиграть свой первый одиночный титул в WTA-туре. Произошло это на грунтовом турнире в Бостаде, в финале которого Полона обыграла местную теннисистку Юханну Ларссон — 6-4, 7-5. Через неделю на турнире в Палермо она вновь дошла до финала, но на этот раз в решающий момент проиграла Анабель Медине Гарригес из Испании — 3-6, 2-6. После Открытого чемпионата США, на котором Херцог вышла во второй раунд, она поднялась на самую высокую позицию рейтинга в карьере — 35-е место. В сентябре Полона смогла выйти в полуфинал турнира в Сеуле.
Как и прошлый сезон Херцог начала 2012 год с трёх поражений в первом раунде, в том числе и на Открытом чемпионате Австралии она проиграла в первом круге 22-й сеяной Юлии Гёргес — 3-6, 6-7(3). После игр в Австралии Херцог представляла Словению в Кубке Федерации против Японии. Она проиграла обе свои встречи Кимико Датэ-Крумм и Аюми Морита, а Словения проиграла Японии всухую со счётом 5-0. Неудачная игра Херцог продолжилась и вплоть до выступления в марте на турнире в Майами она проигрывала в первом же раунде. Херцог начала свой сезон на грунте в апреле на турнире в Чарслстоне. Посеянная 14-й, она обыграла в первых раундах Кимико Датэ-Крумм и американку Варвару Лепченко. В третьем раунде Херцог взяла реванш и обыграла № 7 в мире на тот момент Марион Бартоли — 6-4, 1-6, 6-4. В четвертьфинале она переиграла 13-ю сеяную Надежду Петрову — 6-1, 6-2, и вышла в полуфинал, где она была всухую повержена 9-й сеяной Луцией Шафаржовой — 0-6, 0-6. Далее результаты и спортивная форма вновь не радовали болельщиков Херцог. На Открытом чемпионате Франции, она уступила в первом раунде Аюми Морита, а на Уимблдонском турнире Кристине Плишковой.
В июле 2012 года Херцог защищала свой прошлогодний титул на турнире в Бостаде. Действующая чемпионка успешно справилась с защитой титула, победив Матильду Юханссон в финале со счётом 0-6, 6-4, 7-5. Затем Херцого представляла Словению на летних Олимпийских играх в Лондоне, где уступила в первом раунде испанке Марии Хосе Мартинес Санчес. В октябре Херцог смогла квалифицироваться на турнир Премьер-серии высшей категории в Пекине. В первом раунде Херцог вела 5-7, 6-4, 3-0, прежде чем её соперница Анастасия Павлюченкова отказалась от продолжения борьбы по состоянию здоровья. Во втором круге она победила Екатерину Макарову — 7-6(5), 3-6, 7-6(3). В третьем раунде Херцог проиграла ещё одной россиянке и 2-й сеяной Марии Шараповой — 0-6, 2-6. Полона закончила год на 80-м месте в рейтинге WTA.
На Открытом чемпионате Австралии 2013 года Херцог потерпела поражение в первом круге от 21-й сеяной Варвары Лепченко. После этого из-за травмы она не играла до мая. На Открытом чемпионате Франции, она обыграла Айлу Томлянович в первом раунде, но во втором проиграла Грейс Мин. После вылета с Ролан Гаррос Херцог победила на 25-тысячнике ITF в Мариборе (Словения). В качестве первой сеянной она обыграла Ану Конюх в финале — 3-6, 6-3, 6-3. Затем она дошла до полуфинала 100-тысячника в Марселе. В июне Полона вышла в четвертьфинал турнира уже уровня WTA в Нюрнберге. На Уимблдонский турнир Херцог не смогла отобраться, проиграв во втором раунде квалификации.
В июле 2013 года Херцог выиграла титул на 100-тысячнике ITF в Оломоуце (Чехия). В качестве первой сеянной она победила Катажину Питер в финале 6-0, 6-3. В августе Херцог квалифицировалась на Премьер-турнир в Цинциннати и в первом раунде она обыграла 19-ю ракетку мира Доминику Цибулкову со счётом 6-2, 6-4. Во втором раунде Херцог она проиграла 6-й сеянной Саре Эррани — 4-6, 7-5, 4-6. На Открытом чемпионате США Херцог проиграла в первом раунде 24-й сеянной Екатерине Макаровой — 6-2, 6-4. В сентябре на турнире в Квебеке (Канада) она переиграла 1-ю сеянную и прошлогоднего победителя Кирстен Флипкенс в первом раунде 6-3, 6-1. Затем она победила квалификатора Джулию Коэн, а в четвертьфинале Херцог проиграла Кристине Макхейл. В конце сентября она успешно квалифицировавшись на Премьер-турнир в Пекине. Херцог обыграла Монику Пуиг и 14-ю сеянную и бывшую первую ракетку мира Ану Иванович, 6-4, 6-4. В третьем раунде она проиграла 3-й сеянной Агнешке Радваньской — 0-6, 2-6. Ее заключительным турниром года стал турнир в Сеуле, где она вышла в четвертьфинал. Херцог закончила год, заняв 66-е место в рейтинге WTA.

### 2014—2017

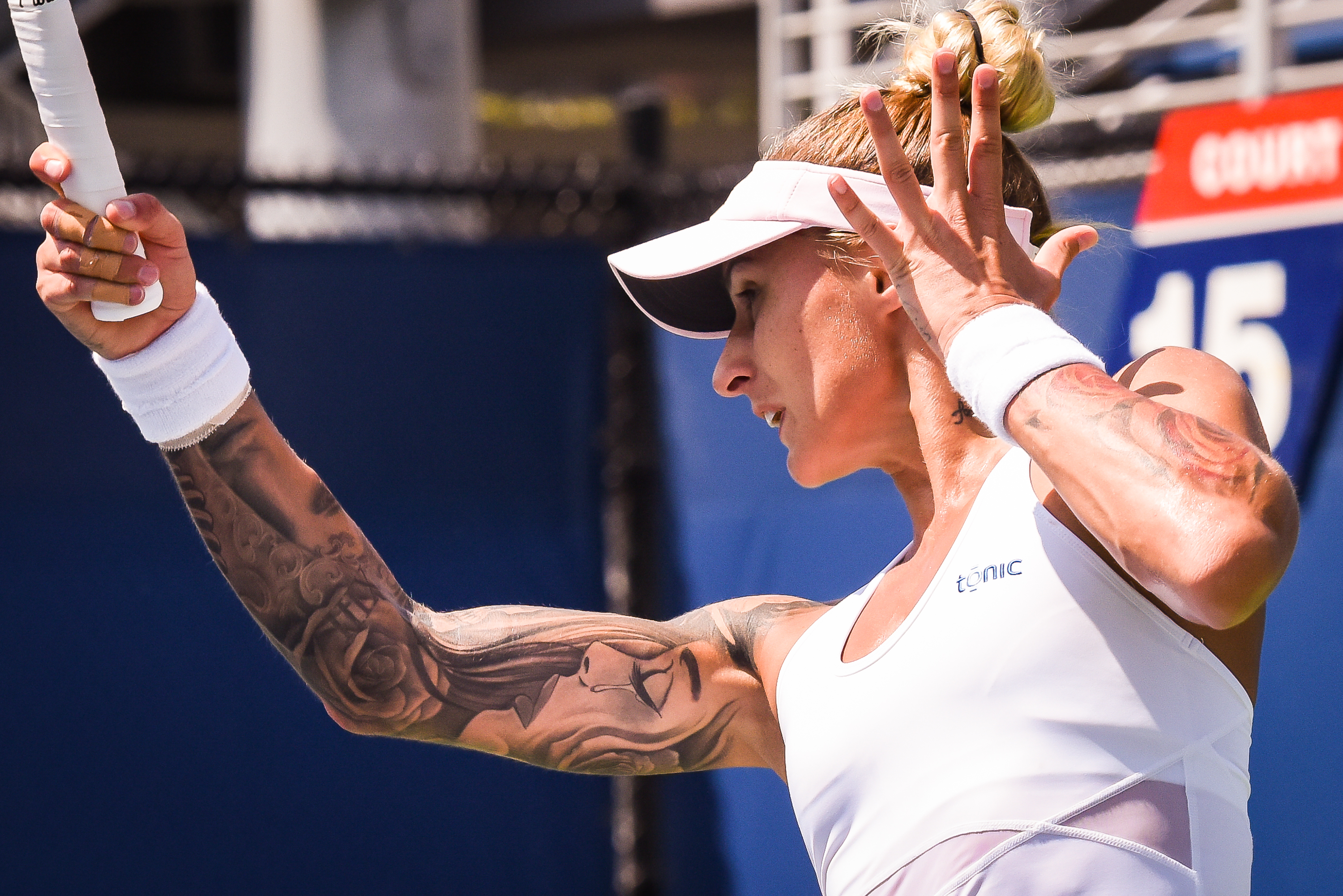
Херцог на Открытом чемпионате США 2017 года

До апреля 2014 года Херцог сыграла только на Открытом чемпионате Австралии, где проиграла в первом раунде. На корт она вернулась на турнире в Марракеше и вышла в четвертьфинал. Затем в ту же стадию она попала на турнире в Оэйраше. На Ролан Гаррос, Уимблдоне и Открытом чемпионате США она вышла во второй раунд. В июле она сыграла в четвертьфинале ещё на одном турнире в Бухаресте. На турнире в Пекине в октябре Херцог в очередной раз смогла пройти квалификацию и доиграла до второго раунда.
На Открытом чемпионате Австралии 2015 года Херцог доиграла до второго раунда. Такого же результата она добилась и на Ролан Гаррос, а на Уимблдоне вылетела в первом раунде. В июле она смогла выйти в полуфинал турнира в Бухаресте, а затем в четвертьфинал в Бадгастайне. В августе она квалифицировалась на крупный турнир в Торонто и прошла до третьего раунда, обыграв Алисон ван Эйтванк и Екатерину Макарову. На Открытом чемпионате США её результатом стал выход во второй раунд. В июне Херцог смогла выйти в финал турнира младшей серии WTA 125 в Боле, (Хорватия). В июле она вышла в 1/4 финала в Бухаресте. Затем в августе выступила на Олимпийских играх, которые проходили в Рио-де-Жанейро и проиграла там в первом раунде Олимпийской чемпионке того турнира Монике Пуиг.
С сентября 2016 года по июнь 2017 года Херцог не выступала на турнирах. В июне 2017 года она выиграла 60-тысячник ITF на грунте в Брешиа (Италия), в финале одолев Анну Познихиренко из Украины в двух сетах. В июле она прошла квалификацию на Уимблдонский турнир, в котором смогла дойти до третьего круга, где проиграла россиянке Светлане Кузнецовой. В сентябре Полона выиграла ещё один 60-тысячник ITF в Сен-Мело (Франция), переиграв в финале Диану Марцинкевич из Латвии. Кроме этого осенью она смогла выиграть ещё четыре небольших 25-тысячника ITF.

### 2018—2021
Херцог начала сезон 2018 года с выхода в четвертьфинал турнира в Окленде. В апреле она дошла до финала турнира в Стамбуле (Турция), где уступила в трёх сетах француженке Полин Пармантье (4-6, 6-3, 3-6). Это её первый финал WTA с 2012 года.  В июле Полона прошла в полуфинал турнира в Бухаресте (Румыния), где проиграла латвийке Анастасии Севастовой.
В апреле 2019 года Херцог выиграла свой третий одиночный титул WTA и первый с 2012 года. Она стала чемпионкой турнира в Лугано, где в финале обыграла теннисистку из Польши Игу Свёнтек со счётом 6-3, 3-6, 6-3. На Ролан Гаррос и Уимблдоне в этом году она повторила своё высшее достижение для Больших шлемов, доиграв до третьего раунда. На Открытом чемпионате США словенская теннисистка проиграла в первом раунде Даниэль Роуз Коллинз в трёх сетах. После выхода в третий раунд турнира в Пекине в начале октября Херцог смогла вернуться в рейтинге WTA в топ-50.
2020 год Херцог начала со второго раунда на Открытом чемпионате Австралии. В сентябре она вышла в четвертьфинал турнира в Стамбуле. На следующем турнире в Риме смогла переиграть во втором раунде № 8 в мире на тот момент Кики Бертенс из Нидерландов. На Ролан Гаррос она проиграла во втором раунде.
В апреле 2021 года Херцог стала победительницей турнира из цикла ITF W60 в Оэйраше. На Ролан Гаррос ей удалось обыграть сильных теннисисток (Кики Бертенс и Каролин Гарсию) и пройти в третий раунд.

## Итоговое место в рейтинге WTA по годам
| Год  | Одиночный рейтинг | Парный рейтинг |
| 2020 | 52                | 1 269          |
| 2019 | 49                | 1 207          |
| 2018 | 82                | 900            |
| 2017 | 102               |                |
| 2016 | 139               | 900            |
| 2015 | 71                | 1 131          |
| 2014 | 95                | 1 103          |
| 2013 | 66                | 164            |
| 2012 | 80                | 220            |
| 2011 | 36                | 93             |
| 2010 | 48                | 59             |
| 2009 | 71                | 115            |
| 2008 | 243               | 173            |
| 2007 | 345               | 374            |
| 2006 | 717               |                |

## Выступления на турнирах

### Финалы турнировWTAв одиночном разряде (6)

#### Победы (3)
| Легенда: До 2009 года       | Легенда: С 2009 года  |
| --------------------------- | --------------------- |
| Турниры Большого шлема (0)  |                       |
| Олимпиада (0)               |                       |
| Итоговый чемпионат года (0) |                       |
| 1-я категория (0)           | Premier Mandatory (0) |
| 2-я категория (0)           | Premier 5 (0)         |
| 3-я категория (0)           | Premier (0)           |
| 4-я категория (0)           | International (3+2*)  |
| 5-я категория (0)           | International (3+2*)  |

| Титулы по покрытиям | Титулы по месту проведения матчей турнира |
| ------------------- | ----------------------------------------- |
| Хард (0+1*)         | Зал (0)                                   |
| Грунт (3+1)         | Зал (0)                                   |
| Трава (0)           | Открытый воздух (3+2)                     |
| Ковёр (0)           | Открытый воздух (3+2)                     |

* количество побед в одиночном разряде + количество побед в парном разряде.
| №  | Дата           | Турнир             | Покрытие | Соперник в финале | Счёт        |
| 1. | 9 июля 2011    | Бостад, Швеция     | Грунт    | Юханна Ларссон    | 6-4 7-5     |
| 2. | 22 июля 2012   | Бостад, Швеция (2) | Грунт    | Матильда Юханссон | 0-6 6-4 7-5 |
| 3. | 14 апреля 2019 | Лугано, Швейцария  | Грунт    | Ига Свёнтек       | 6-3 3-6 6-3 |

#### Поражения (3)
| №  | Дата            | Турнир             | Покрытие | Соперник в финале       | Счёт        |
| 1. | 27 февраля 2010 | Акапулько, Мексика | Грунт    | Винус Уильямс           | 6-2 2-6 3-6 |
| 2. | 17 июля 2011    | Палермо, Италия    | Грунт    | Анабель Медина Гарригес | 3-6 2-6     |
| 3. | 29 апреля 2018  | Стамбул, Турция    | Грунт    | Полин Пармантье         | 4-6 6-3 3-6 |

### Финалы турнировWTA 125иITFв одиночном разряде (20)

#### Победы (18)
| Легенда:                     |
| ---------------------------- |
| WTA 125 (0)                  |
| 100.000 USD (2)              |
| 80.000 (75.000**) USD (1+1*) |
| 60.000 (50.000**) USD (5+1)  |
| 25.000 USD (7+1)             |
| 15.000 (10.000**) USD (3+2)  |

** призовой фонд до 2017 года
| Титулы по покрытиям | Титулы по месту проведения матчей турнира |
| ------------------- | ----------------------------------------- |
| Хард (0)            | Зал (0)                                   |
| Грунт (18+5*)       | Зал (0)                                   |
| Трава (0)           | Открытый воздух (18+5)                    |
| Ковёр (0)           | Открытый воздух (18+5)                    |

* количество побед в одиночном разряде + количество побед в парном разряде.
| №   | Дата             | Турнир                 | Покрытие | Соперник в финале    | Счёт                |
| 1.  | 19 августа 2007  | Пезаро, Италия         | Грунт    | Штефани Фогт         | 6-2 2-6 6-1         |
| 2.  | 26 августа 2007  | Марибор, Словения      | Грунт    | Тереза Гладикова     | 4-6 6-1 4-1 — отказ |
| 3.  | 10 февраля 2008  | Мальорка, Испания      | Грунт    | Инес Феррер-Суарес   | 6-3 6-1             |
| 4.  | 17 февраля 2008  | Мальорка, Испания      | Грунт    | Штефани Фогт         | 4-6 6-1 6-3         |
| 5.  | 19 апреля 2009   | Чивитавеккья, Италия   | Грунт    | Андреа Петкович      | 6-2 6-4             |
| 6.  | 10 мая 2009      | Загреб, Хорватия       | Грунт    | Маша Зец-Пешкирич    | 7-5 6-2             |
| 7.  | 14 июня 2009     | Злин, Чехия            | Грунт    | Зузана Кучова        | 6-3 6-1             |
| 8.  | 5 июля 2009      | Кунео, Италия          | Грунт    | Варвара Лепченко     | 6-1 6-2             |
| 9.  | 14 февраля 2010  | Кали, Колумбия         | Грунт    | Мариана Дуке-Мариньо | 6-4 5-7 6-2         |
| 10. | 2 июня 2013      | Марибор, Словения      | Грунт    | Ана Конюх            | 3-6 6-3 6-3         |
| 11. | 21 июля 2013     | Оломоуц, Чехия         | Грунт    | Катажина Питер       | 6-0 6-3             |
| 12. | 11 июня 2017     | Брешиа, Италия         | Грунт    | Анна Познихиренко    | 6-2 7-5             |
| 13. | 9 сентября 2017  | Балатонбоглар, Венгрия | Грунт    | Грета Арн            | 6-1 6-2             |
| 14. | 24 сентября 2017 | Сен-Мало, Франция      | Грунт    | Диана Марцинкевич    | 6-3 6-3             |
| 15. | 14 октября 2017  | Пула, Италия           | Грунт    | Валентина Ивахненко  | 6-1 6-0             |
| 16. | 22 октября 2017  | Пула, Италия           | Грунт    | Рената Сарасуа       | 6-4 6-1             |
| 17. | 5 ноября 2017    | Пула, Италия           | Грунт    | Кристина Дину        | 6-1 6-4             |
| 18. | 18 апреля 2021   | Оэйраш, Португалия     | Грунт    | Клара Бюрель         | Без игры            |

#### Поражения (2)
| №  | Дата          | Турнир               | Покрытие | Соперник в финале | Счёт    |
| 1. | 6 апреля 2008 | Чивитавеккья, Италия | Грунт    | Бетина Хосами     | 2-6 2-6 |
| 2. | 5 июня 2016   | Бол, Хорватия        | Грунт    | Мэнди Минелла     | 2-6 3-6 |

### Финалы турнировWTAв парном разряде (3)

#### Победы (2)
| №  | Дата             | Турнир             | Покрытие | Партнёр                    | Соперницы в финале                 | Счёт           |
| 1. | 27 февраля 2010  | Акапулько, Мексика | Грунт    | Барбора Заглавова-Стрыцова | Сара Эррани Роберта Винчи          | 2-6 6-1 [10-2] |
| 2. | 26 сентября 2010 | Сеул, Южная Корея  | Хард     | Юлия Гёргес                | Владимира Углиржова Натали Грандин | 6-3 6-4        |

#### Поражения (1)
| №  | Дата        | Турнир          | Покрытие | Партнёр         | Соперницы в финале            | Счёт    |
| 1. | 24 мая 2008 | Стамбул, Турция | Грунт    | Марина Эракович | Джилл Крейбас Ольга Говорцова | 1-6 2-6 |

### Финалы турнировWTA 125иITFв парном разряде (7)

#### Победы (5)
| №  | Дата             | Турнир                        | Покрытие | Партнёр          | Соперницы в финале                           | Счёт           |
| 1. | 18 января 2007   | Алжир, Алжир                  | Грунт    | Рушми Чакраварти | Барбора Матусова Анна Савицкая               | 6-2 6-0        |
| 2. | 16 февраля 2008  | Мальорка, Испания             | Грунт    | Штефани Фогт     | Летисия Костас-Морейра Майте Габаррус-Алонсо | 7-6(2) 6-3     |
| 3. | 3 мая 2008       | Макарска, Хорватия            | Грунт    | Штефани Фогт     | Тадея Маерич Маша Зец-Пешкирич               | 7-5 6-2        |
| 4. | 13 сентября 2008 | Сараево, Босния и Герцеговина | Грунт    | Альберта Брианти | Чагла Бююкакчай Юлия Глушко                  | 6-4 7-5        |
| 5. | 12 февраля 2010  | Кали, Колумбия                | Грунт    | Эдина Галловиц   | Эстрелья Кабеса-Кандела Лаура Поус-Тио       | 3-6 6-3 [10-8] |

#### Поражения (2)
| №  | Дата             | Турнир          | Покрытие | Партнёр      | Соперницы в финале            | Счёт       |
| 1. | 18 апреля 2008   | Бари, Италия    | Грунт    | Штефани Фогт | Альберта Брианти Анна Флорис  | 3-6 3-6    |
| 2. | 18 сентября 2009 | София, Болгария | Грунт    | Петра Мартич | Татьяна Гарбин Тимея Бачински | 2-6 6-7(4) |